# M134迷你砲機槍

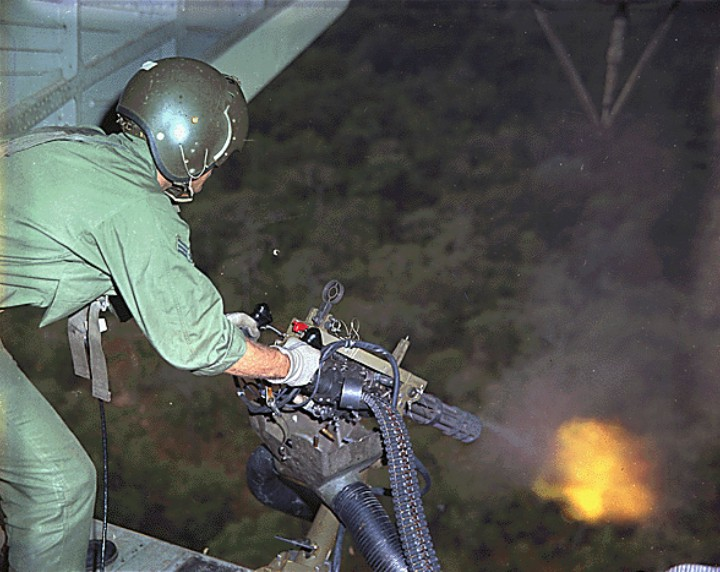
越戰期間美軍於HH-3直升機上使用M134機槍攻擊越共

通用電氣M134「迷你砲」（M134 Minigun）是一款7.62毫米口径的加特林式多管機槍，使用电动机来旋轉多个同轴枪管并操作枪机，因此可达到最高6,000發/分的極快射速。「迷你砲」之名得自其初創理念為M61火神式機砲的縮小版，但因流行文化影響，現已變成所有現代加特林式機槍的統稱。

## 歷史
- 此武器的設計概念是源自19世紀中期由理查·加特林所開發的加特林機槍。
- 美軍最早在越戰時期採用，AC-47因此被稱作「噴火神龍」（Puff, the Magic Dragon），亦裝備在直升機上；後來更多的軍用載具（如：悍馬車）都配備了M134。

## 具体结构
具体结构方面以美国陆军M134型速射机枪为例，采用回转联动装置，组件包括一台驱动电机、六个枪机部件、六个可移动的枪机轨道、枪管套管部件、后部枪支架、六根枪管、枪管夹持部件、保险部分、套管盖和二个快速释放销。因为转动部分在固定套管盖内，枪机部件和套管盖主凸轮轨道随动，引起枪机部件随着移动轨道往复移动，击发弹药。每个枪管被固定安装在枪管夹具部件中和枪机部件成一直线，在一台电机驱动下转动。基本尺寸：长度29.5英寸，重量35磅，有效射程1,500米。该机枪若以3,000发/分钟射速在1秒钟内水平面±45度扫射，则在200米距离上每间隔3.14米，便命中一发子弹。采用北约组织的7.62毫米口径标准弹药，包括M59、M80实心弹（Bali）、M60高能试验弹（HP）、M6l穿甲弹（AP）、M62曳光弹、M63训练弹。M134型可靠性（MRBF）为250,000发，寿命600,000发，每根枪管寿命10,000发，散布为6.5密位（80%的命中数）。

## 运转原理
M134采用加特林机枪的原理，用电动机带动六根枪管旋转，在每根枪管回转一圈的过程中，它所对应的枪机则在和枪管一起旋转的旋转体上的导槽内作往复直线运动，依次进行输弹入膛、闭锁、击发、退壳、抛壳等一系列动作，所以射速极高。虽然高速旋转的枪管会因离心力的作用导致射击散布增大，但射速高、火力强这两点能弥补精度的不足，反而使得M134成为一种十分有效的杀伤集团有生目标的武器。此外，由于射速是由直流电动机（28伏）的转速来确定的，所以只要改变电流大小，就获得从300发/分到6,000发/分之间的任意一个射速，但在大多数情形下，M134的射速一般只设置到2,000发/分至4,000发/分的范围内。

## 供彈系統
M134的脱链供弹机结构十分复杂，其供弹动作是在旋转体的带动下完成的，脱链方式为纵向直推。供弹机的主要部件有脱链转轮、输弹轮等。脱链转轮由旋转体通过齿轮带动而回转，两者的转速比是6：7。输弹轮上有7个容弹槽。导板固定在机匣上，它是一个重要的零件。其作用是使枪弹准确地从供弹机进入旋转体并置于拉壳钩槽内，它的另一个作用是在枪弹击发以后使弹壳脱离旋转体，以完成抛壳动作。弹链通过柔性输弹道进入脱链供弹机。如果输弹道较长（1.5米以上），或是曲率半径太小，则通常会在弹箱上再装一个输弹助推电动机。

## 工作过程
首先闭合总电源开关，然后按压握把上的击发按钮。通电后，电机运转，通过齿轮传动，旋转体和六根枪管一起作旋转运动。同时，旋转体后齿轮带动供弹机齿轮转动。
每个枪机都随着旋转体转动，同时由于各枪机的滚轮都受机匣内表面的曲线槽的约束，于是它们又沿着各自在回转体上的导槽作前后直线运动，从而完成一系列动作。各枪机依次从导板端部获取一发枪弹，而后枪机滚轮沿曲线槽向前运动，推弹入膛。在机体上的闭锁斜面的作用下，机头回转闭锁。与此同时，击针尾端的曲拐状突起则受旋转体中S形击发导槽的限制，使击针处于待发状态（击针簧被压缩）。当枪机随旋转体转至正上方位置（12点钟位置）时，机头完成闭锁，击针曲拐状突起从S形导槽中解脱，击发枪弹。
机匣内表面曲线槽的前部有一段直槽，枪机在这段直槽内运动时，一直保持闭锁状态，即枪机只随旋转体转动，而不能开锁和后退，由此起到击发后的机械保险作用。
当枪机滚轮越过曲线槽的直槽段之后，就进入了曲线槽的反向部分，机体后退，带动机头回转开锁。而后整个枪机带动弹壳后退，完成抽壳出膛的动作。枪机后退的同时，仍随旋转体旋转。当转至下方位置时，导板使弹壳脱离旋转体，弹壳随之向下抛出。
至此，一个枪机就完成了360°的自动循环，并准备获取另一发枪弹。六个枪机依次重复上述动作。

## 存在问题
M134的主要存在问题有以下几点：
- 耗弹量极大；
- 枪管升温问题突出。由于枪管较轻（比一般重机枪的枪管还要单薄），射速又高，因此容易出现枪管过热而导致破损的事故，有时甚至会危及飞机本身的安全。为此，后来在枪上加装了红外警报器，在枪管温升过高时即自动停射；
- 虽然该枪故障率甚低（<0.001%），但勤务性却远不如一般武器。其原因主要是结构复杂、分解结合相当困难，所以一旦出现故障，就难以及时排除。从体积和重量上来说，一挺M134比六挺同样口径的单管机枪要小，重量也轻，但它所配用的外部电源、控制系统、容弹及输弹系统等却相当庞大，因而大大限制了该枪的使用范围。

而且最重要的一点：
- M134每根枪管的壽命大概是30,000发子弹，虽然很高，但是M134射速过快（3,000~6,000发/分钟），所以很快就要更换枪管。

## 衍生型

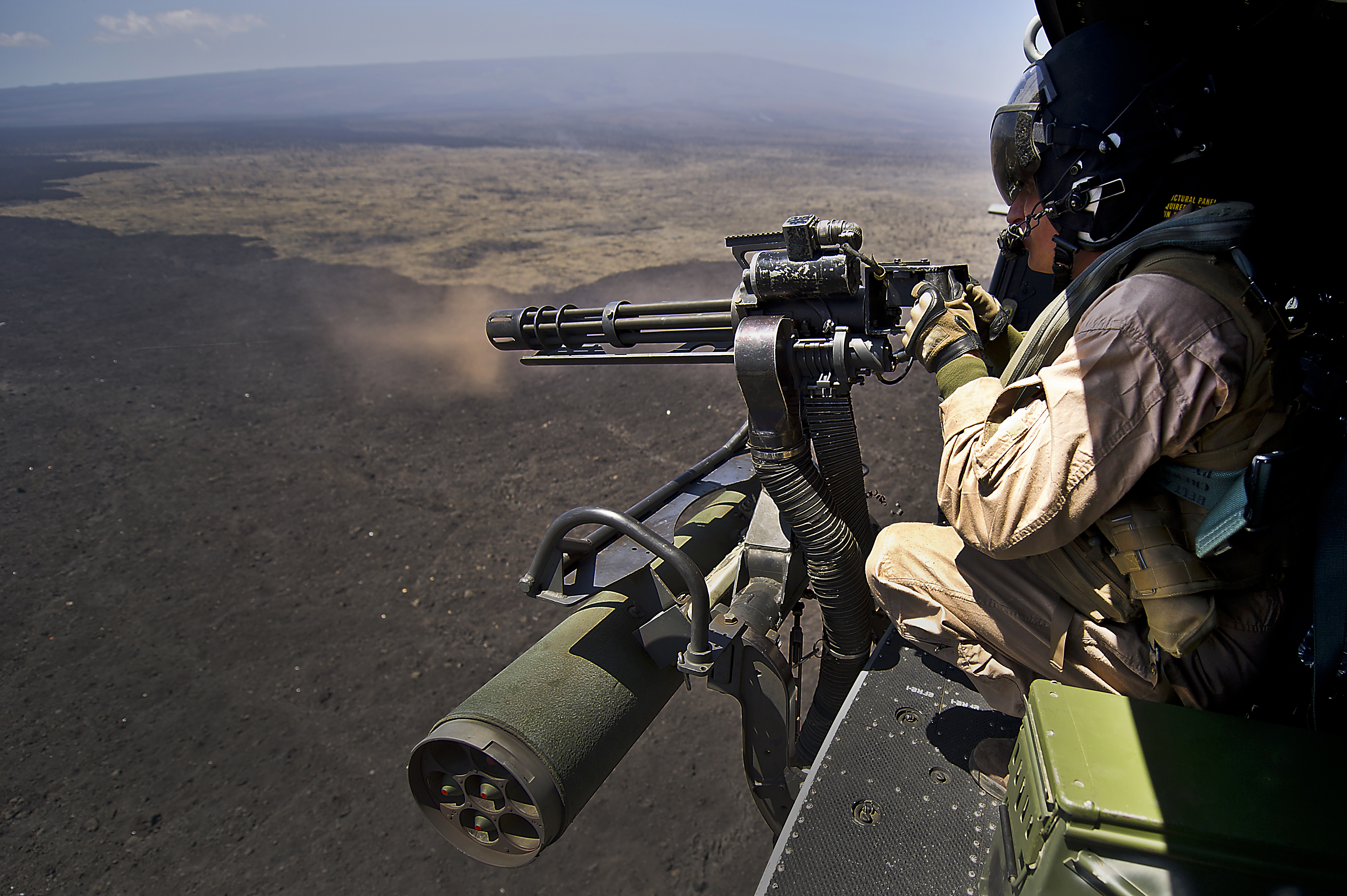
UH-1Y毒液直升機的GAU-17/A六管機槍

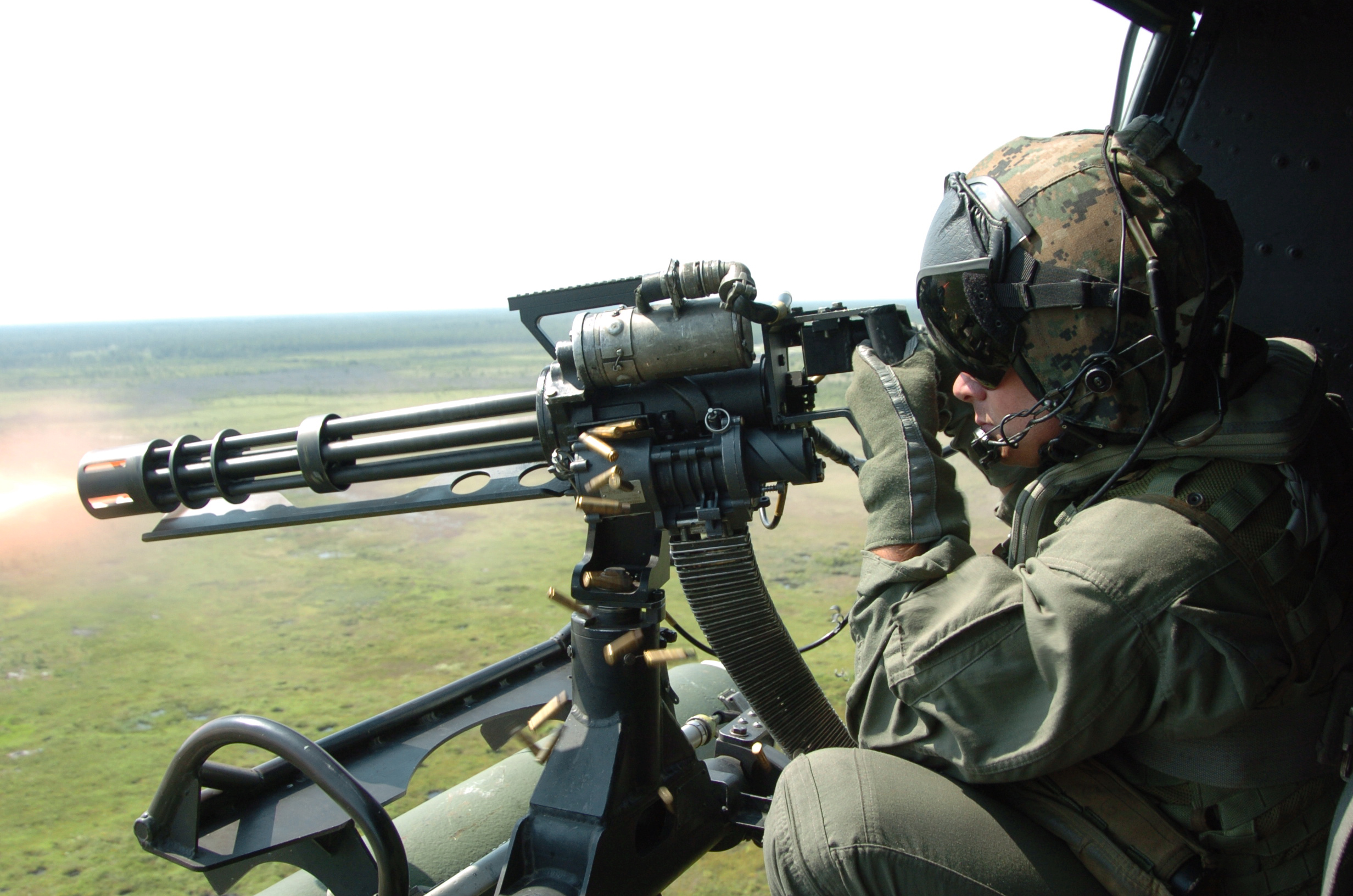
UH-1N雙休伊直升機的M134六管機槍

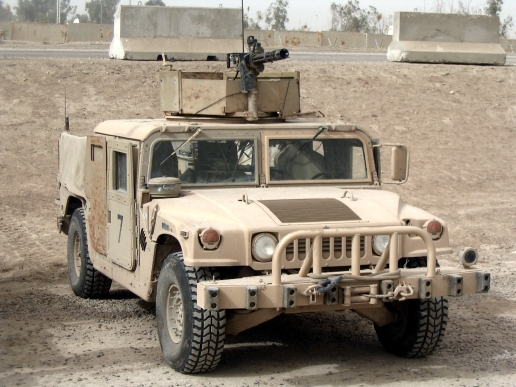
裝有M134六管机枪的HMMWV

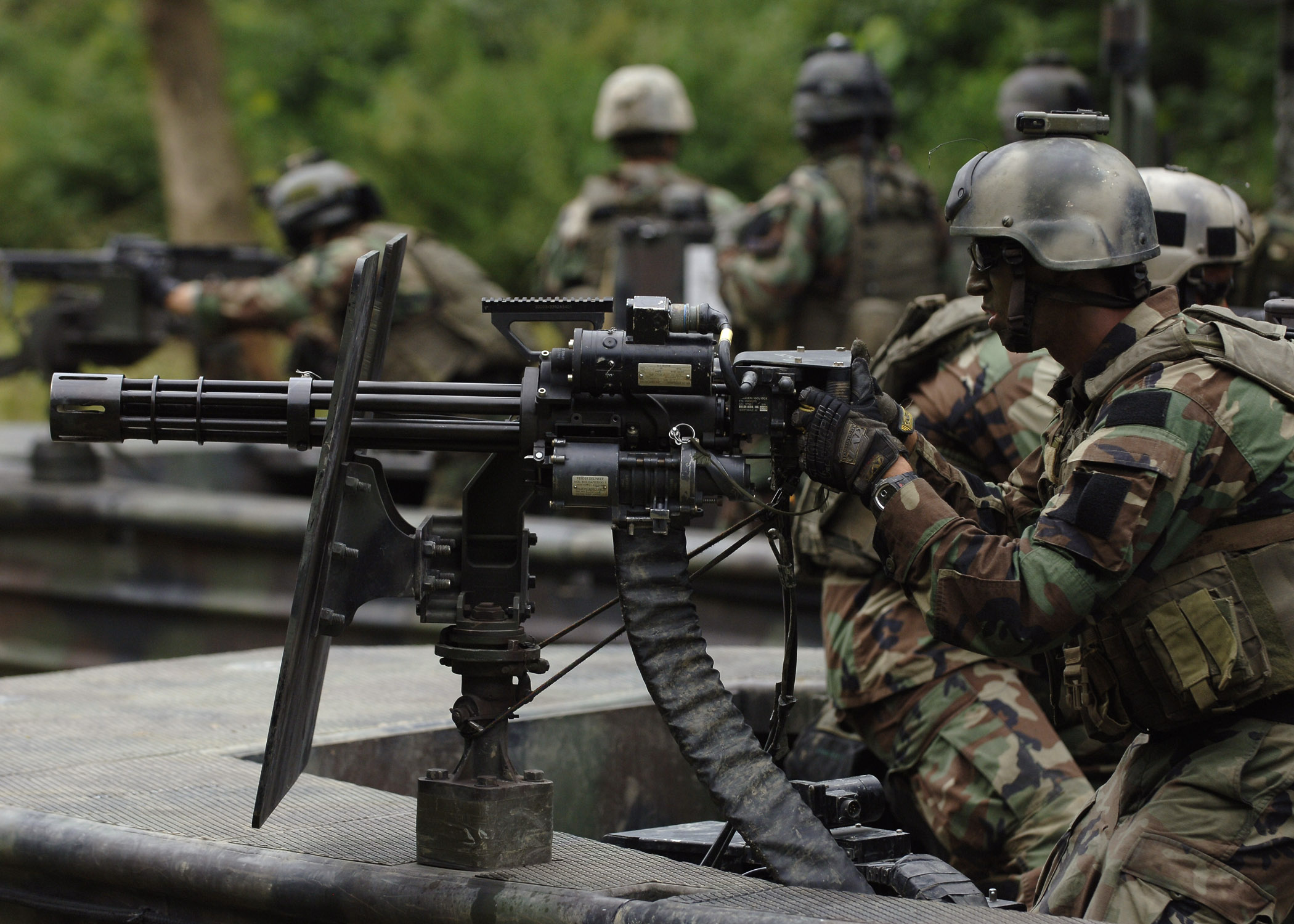
待命中的M134迷你砲機槍

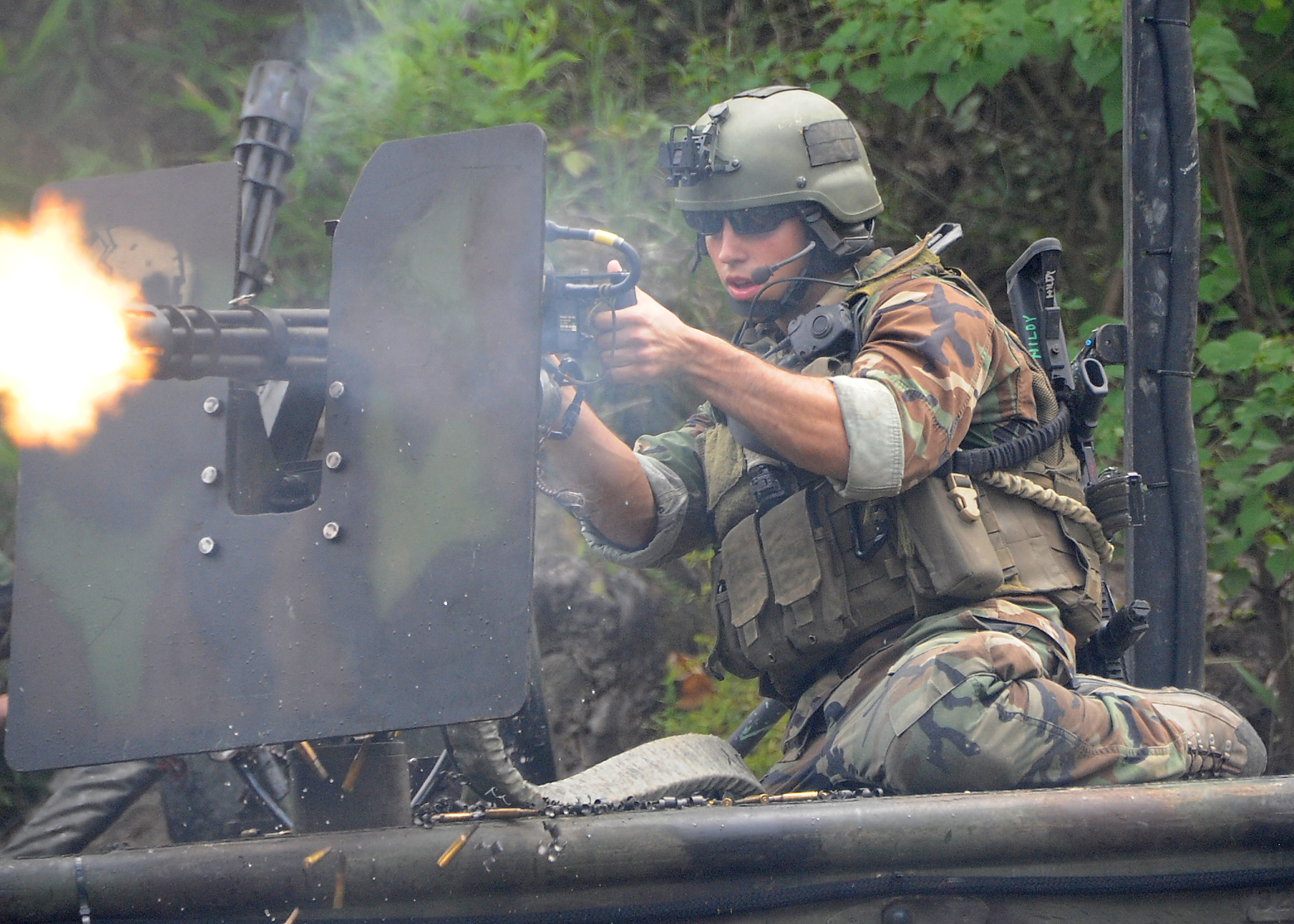
於小艇上射擊

| 美国陆军名稱 | 美国空军名稱 | 美國海軍名稱 | 說明                                                                 |
| ------------ | ------------ | ------------ | -------------------------------------------------------------------- |
| XM134/M134   | GAU-2/A      | 沒有         | 7.62×51毫米NATO Minigun六管機槍                                      |
| 沒有         | GAU-2A/A     | 沒有         | GAU-2/A改進型，差別不詳                                              |
| 沒有         | GAU-2B/A     | Mk 25 Mod 0  | GAU-2A/A改進型                                                       |
| 沒有         | GAU-17/A     | 沒有         | GAU-2B/A改進型，結合發動機及MAU-201/A或MAU-56供彈系統的固定版本      |
| XM196        | 沒有         | 沒有         | M134/GAU-2B/A改進型，加入扣鏈齒輪，對應AH-56夏延直升机的XM53武器系統 |

## 使用國
- 阿富汗
- 奥地利
- 巴西
- 加拿大
- 智利
- 哥伦比亚
- 捷克
- 埃及
- 芬兰
- 法國[1]
- 德国
- 印度
- 印度尼西亞
- 伊朗
- 伊拉克
- 以色列
- 義大利
- 日本
- 约旦
- 马来西亚
- 墨西哥
- 摩洛哥
- 荷蘭
- 挪威
- 巴基斯坦
- 巴拉圭
- 秘魯
- 菲律賓
- 波蘭
- 沙烏地阿拉伯
- 新加坡
- 南越
- 西班牙
- 泰國
- 土耳其
- 乌克兰
- 英国
- 美国[2]
- 乌拉圭

## 流行文化
迷你砲機槍同時出現在多個電影和電腦遊戲裡，較著名的例子有和。《魔鬼終結者2》中的T-800拿著手攜版M134對警車射擊，而且沒有造成任何傷亡。而《駭客任務》中的尼歐控制直升機上的M134對莫菲斯所在的樓層射擊，而且乘亂救出莫菲斯。
受流行文化誤導，很多人都认为迷你砲機槍或其衍生型号可以单兵携行并能在战场上產生毁灭性的压制作用。但事实上迷你砲機槍无论是从重量上（枪体+电机>30kg）还是火力持续性上（4,000发的弹箱只能持续扫射约40秒）都不是现实当中真正适合单兵使用的武器。而在各電影中登場的手攜型M134都只是經過特別改裝的道具，在現實中並未被生產，更未有被任何國家所採用。不過就存在著用於生存遊戲的輕彈氣槍版本。
以下是出現過迷你砲機槍身影的作品：

### 電影
- 1985年—《第一滴血續集》：安裝於UH-1直升機上，在攻進戰俘營地時由主角約翰·藍波（席維斯·史特龍飾演）以機上的自動發射系統使用，其後亦由一名救出的美國戰俘在機上用以反擊蘇聯敵機的機槍手。
- 1987年—《鐵血戰士》型號為M134手攜型
- 1991年—：型號為M134手攜型，於沙漠的地下軍火庫取得，由終結者T-800（阿諾德·施瓦辛格飾演）在大樓上用以零傷亡的方式壓制警察，期後在子彈耗盡後扔棄。
- 1999年—：安裝於Bell 212直升機（英语：Bell 212）上，由主角湯瑪斯“尼奧”·安德森（基努李維飾演）從特別探員手上拯救莫菲斯（勞倫斯·費許朋飾演）期間所使用。
- 2001年—：安裝在美軍的UH-60黑鷹直升機上，並曾用於掃蕩地面的民兵。
- 2003年—：安裝在T-1機械人上，其中一挺由T-850（阿諾德·施瓦辛格飾演）手動操作使用。
- 2009年—《特種部隊：眼鏡蛇的崛起》：型號為M134手攜型，由赫塞爾·達爾頓「重砲」（艾德瓦利·亞肯努耶-阿嘉巴傑飾演）所使用。
- 2009年—：由T-600和T-800所使用，亦有安裝於人類反抗軍的HH-60G「鋪路鷹」直升機和其他載具上。
- 2010年—：型號為M134手攜型，由隷屬於阿爾法特種部隊的尼古萊（奥列格·塔克塔羅夫飾演）所使用。
- 2012年—：型號為GAU-17/A，安裝在小艇上並由美國海軍特種作戰快艇隊（英语：Special warfare combatant-craft crewmen）的隊員用在支援海豹突擊隊的行動。
- 2013年—《白宮末日》：型號為M134，安裝在美國特勤局的GMT900XL雪佛蘭反突擊車裡面，可以推到車頂用以掃射。
- 2013年—《紅翼行動》：型號為GAU-17/A，安裝在MH-60G「黑鷹」直升機和MH-60T「松鴉鷹」直升機上。
- 2014年—：型號為M134手攜型（有別於其他電影出現的M134手攜型），由海爾·凱撒（泰瑞·克魯斯飾演）所使用。
- 2015年—：裝有紅點鏡，固定於槍架上並由「老爹」（傑克·康利飾演）所使用。
- 2015年—《戰狼》：型號為M134手攜型，由僱傭兵“狂牛”（凱文·李飾演）和犯罪集團主腦敏登（倪大紅飾演）所使用。
- 2015年—《玩命關頭7》：型號為M134手攜型，最初由賈康迪的軍隊安裝於無人機上使用，美國外交安全部門探員賀斯·哈柏（Luke Hobbs，飾演）將無人機擊毀後被其繳獲。
- 2015年—《侏羅紀世界》：由樂園實際擁有者賽門·馬斯拉尼（伊凡·卡漢飾演）所駕駛的直升機上另外加裝使用，用來獵殺意外逃走的帝王暴龍，但最後與直升機一起被翼龍撞擊後墜毀。
- 2016年—《賭城風雲III》：型号为M134手携型，由高菲（李宇春饰演）于地下仓库中缴获使用，奇怪的未安装任何弹带就能射击。
- 2016年—：安裝於新納粹傭兵部隊的直升機上。
- 2016年—：克利斯丁·沃夫（班·艾佛列克飾演）家裡裝有M134，後來被美國聯邦調查局探員搜了出來。
- 2017年—：型號為固定型和手攜型，由罌粟·亞當斯的手下所使用。
- 2019年—《機關槍囚徒》：在電影第三幕的高潮中由迪利（卡錫飾演）使用。

### 電子遊戲
- 《俠盜獵車手系列》
- 《惡靈古堡》系列
- 系列
- 系列
- 2005年—《2》
- 系列的《現代戰爭》系列三部曲：
  - 2007年—及重製版：型號為GAU-17/A。戰役模式之中安裝在英國陸軍特種空勤團乘搭的UH-60黑鷹直升機上，並於“Heat”關卡中由主角約翰·“索普”·麥克塔維什中士所操控。
  - 2009年—及重製版：型號為GAU-17/A。戰役模式之中安裝在悍馬車及AH-6小鳥直升機（英语：Boeing AH-6）上，並由美國陸軍第75遊騎兵團、141特遣隊、俄羅斯極端民族主義黨武裝力量及暗影連所使用。在特定關卡能夠由第75遊騎兵團所屬的玩家角色，約瑟夫·艾倫列兵和詹姆斯·拉米雷斯列兵所操控。另外，聯機模式某些地圖之中亦有以固定武器的形象登場，同時遊戲內的哨兵槍（Sentry Gun）亦是以迷你砲為藍本。
  - 2011年—：型號為GAU-17/A和M134。GAU-17/A在戰役模式之中安裝在UH-60黑鷹直升機及M1A1艾布蘭主戰坦克上，並在部份關卡中能夠由三角洲部隊合金分隊所屬的玩家角色德里克·弗羅斯特·威斯布魯克所操控；M134在戰役模式和生存模式之中安裝在AH-6小鳥直升機（英语：Boeing AH-6）上，並由英國陸軍和俄羅斯極端民族主義黨武裝力量所使用。此外，遊戲內的哨兵槍也是以GAU-17/A作藍本。
- 2007年—《穿越火线》：型号为M134手携型，命名为“加特林机关枪”，使用150发输弹带供弹，在商城内以CF点作时限贩卖以及新创建角色赠送永久，奇怪的以右手握持提把及左手握持扳机握把。拥有多种改型。
- 2007年—《Online》：型號為M134手攜型，以200發輸彈帶供彈，但射速和殺傷力都比起真槍要低。韓國版命名為M134，港台地區於2009年6月30日推出，命名為「火神機槍」；中國大陸地區已於2009年7月1日推出，命名為「终结者」。另外亦有多種改進版型：
  - M134聖誕限定版：為M134的聖誕版本，槍身部份位置被改成紅色和加上聖誕裝飾。港台地區於2009年12月22日推出，命名為「聖誕限定版火神機槍」；中國大陸地區已於2009年12月23日推出，命名為「聖诞限定版终结者」。
  - M134 Predator：為M134的加強版，擁有空轉槍管的能力，使用中按滑鼠右鍵不放可以持續暖機，使用紫色槍身。港台地區於2011年8月9日推出，命名為「真·火神機槍」；中國大陸地區已於2011年8月10日推出，命名為「终结者EX」。
  - M134 Vulcan：為M134的英雄版，具有8根槍管，輸彈帶供彈量增至300發，使用紅黑兩色槍身，按滑鼠右鍵為B模式：超快速射擊，但會過熱。港台地區於2015年6月30日推出，命名為「超·火神機槍」；中國大陸地區已於2015年7月1日推出，命名為「英雄M134」。
- 2007年—《2》：為手攜型，由Heavy（重裝兵）所使用。
- 2007年—
- 2008年—：安裝於UH-60黑鷹直升機上。
- 2008年—《3》
- 2008年—：以固定机枪之姿登場，连续射击过久会出现过热现象，需要等待一段时间方可重新射击。
- 2009年—《2》：只出现于1代战役。以固定机枪之姿登場，连续射击过久会出现过热现象，需要等待一段时间方可重新射击。
- 2010年—：在戰役模式、聯機模式及殭屍模式之中以「死亡機器」（Death Machine，為M134手攜型）的形象登場，載彈量999發（聯機模式為499發），無法重新裝填，於戰役模式時奇怪地出現在「Vorkuta」關卡的蘇聯勞改營當中並由主角亞歷克斯·梅森所使用；聯機模式時為連殺獎勵武器。另外，當玩家使用了「直升機槍手」（Chopper Gunner）連殺技能時，方可控制直升機上的M134以用作攻擊地上目標，而遊戲内的哨兵槍也是以M134作原型。
- 2010年—：命名為M134，載彈數為250發，只有一個彈匣。
- 2010年—
- 2010年—《榮譽勳章》：單人模式時安裝於CH-47 契努克運輸機上，發射曳光彈，於“拯救拯救者”關卡當中能夠由玩家角色但丁·亞當斯所操控，會因槍管過熱而暫時無法使用。
- 2010年—：安裝於UH-60黑鷹直升機上。
- 2010年—《特種部隊Online》：於殭屍模式上線後推出手持式M134，彈匣為150發，共2個彈匣。
- 2011年—《3》
- 2012年—《II》：型號為M134手攜型，在戰役模式及僵尸模式中均有出現，命名為「迷你炮」，戰役模式中需通過完成「審判日」（Judgement Day）關卡挑戰5個以上方可解鎖，沒有任何可使用改裝。另外固定版本也安裝於友軍的直升機上。
- 2012年—：型號為GAU-17/A，出現於單機模式並安裝於友方的武裝直升機上，發射曳光彈。在菲律賓巴西蘭島行動期間由“樹樁”（Stump）在機上為友軍提供火力援助時所操控，會因槍管過熱而暫時無法使用。
- 2012年—《战争前线》：型号为M134手携型，枪口使用红色涂装，命名为“M134-A2火神迷你炮”。使用600发输弹带供弹，无后备弹药。为步枪手专用武器，无法进行瞄准，且没有任何可改装配件。
- 2013年—《2》：型號為M134手攜型，可裝塡750發子彈。Death Wish難度或以上出現的Minigun dozer亦使用此武器。
- 2013年—
- 2013年—《4》：安裝於UH-1Y毒液直升機、運輸直升機和快艇上作為固定武器。
- 2013年—《3》：安装于载具上作为固定武器，但是在部分载具上被修改为6.5mm口径，并称为“Minigun”。原口径安装的载具有WY-55运输直升机、AH-9轻型直升机；修改了口径的有：快艇（北约版本）、UH-80运输直升机、PO-30运输直升机、Qilin轻型突击车。
- 2015年—：安裝於直升機、車輛和快艇上作為固定武器。
- 2018年—《Surviv.io》中出現，不知為何後方把手不見了。
- 2018年一《絕地求生M》：於破曉生還2、至暗之夜中擊敗殭屍來獲得；在火力全開模式中隨機生成。
- 2019年—：為M134手攜型，命名為“迷你砲”，載彈量320發，無法重新裝填。主要由重裝盔甲所使用。另外，M134亦以遙控哨兵槍的形象登場。
- 2020年—《決勝時刻：黑色行動冷戰》：戰役模式時於越戰關卡中安裝在美軍的直升機上作為固定武器，在越戰回憶關卡中能夠由主角“鈴”所操控。使用聯機模式的連殺獎勵“直升機槍手”時也會由玩家控制友方直升機上的迷你砲。另在聯機模式和殭屍模式中亦作為“死亡機器”的手攜武器登場。
- 2021年—《蔚藍檔案》：十六夜野乃美的固有武器「Little Machine GunⅤ」原型。
- 2022年—《決勝時刻：現代戰爭II 2022》：為M134手攜型，命名為“迷你砲”，主要由重裝盔甲所使用。

### 動畫
- 2006年—：型號為M134手攜型，由償金獵人所使用。
- 2012年—《軍火女王》：在第一季第六話中登場，由雷姆和毛於船上攻擊索馬里海盗及其武裝直升機時所使用。
- 2014年—《黑色子彈》：型號為M134手攜型，於第六話由蒂娜·斯普萊特所使用。
- 2014年—《刀劍神域II》：型號為M134手攜型，由Gun Gale Online（GGO）玩家“貝西摩斯”所使用。
- 2015年—《絕命制裁X》：型號為M134手攜型，由柩小夜所使用。
- 2022年—《Lycoris Recoil 莉可麗絲》：由真島的部下在第12集用以攻擊Lycoris。

### 輕小說
- 2014年—《刀劍神域外傳Gun Gale Online》：SJ4中由V2HG小隊安裝在其中一輛悍馬車上使用，後來在車子被克拉倫斯和夏莉搶奪後由前者所使用。

## 外部連結
- （英文）—1985 Patent of a Minigun （页面存档备份，存于）
- （英文）—DeGroat Tactical Armaments; new production M134 （页面存档备份，存于）
- （英文）—Dillon Aero; new production M134 （页面存档备份，存于）
- （英文）—Exploded diagrams and specifications （页面存档备份，存于）
- （英文）—Garwood Industries; new production M134 （页面存档备份，存于）
- （英文）—GAU-17 info at NavWeaps.com （页面存档备份，存于）
- （英文）—Specs on a variety of minigun models
- （英文）—The M134 Minigun in film （页面存档备份，存于） at the Internet Movie Firearms Database （页面存档备份，存于）
- （英文）—Video showing a CG animation of the firing process of a minigun.
- （英文）—Military.com video - Helicopter mounted aplications
- （中文）—D Boy Gun World（M134 Minigun系列机枪） （页面存档备份，存于）